# Szteklin
Szteklin – wieś kociewska w Polsce położona w województwie pomorskim, w powiecie starogardzkim, w gminie Lubichowo na Pojezierzu Starogardzkim, nad jeziorem Szteklin. 

## Położenie i części wsi
Miejscowość znajduje się na wąskim przesmyku lądowym pomiędzy jeziorami Borzechowskim Wielkim i Sumińskim.
| SIMC    | Nazwa      | Rodzaj    |
| ------- | ---------- | --------- |
| 0166746 | Szteklinek | część wsi |

## Historia
Teren wsi to dawne dobra rycerskie, a później prywatne. W połowie XVI wieku majątek składający się z pięciu zagród należał do rodziny Klińskich. W początku XIX wieku majątek przejęli Niemcy (w 1858 należał do Rehefelda).
W latach 1975–1998 miejscowość administracyjnie należała do województwa gdańskiego.
Od 2010 roku w miejscowym dworze mieszkał Albin Ossowski.

## Zabytki
Według rejestru zabytków NID na listę zabytków wpisany jest zespół dworski, nr rej.: A-840 z 7.11.1975:
- modrzewiowy dwór[9], 1827, parterowy, z zadaszonym gankiem, kryty dachem naczółkowym[10].
- obora, poł. XIX w.
- spichrz[11], k. XIX w.
- stodoła, pocz. XX w.